# الهادی (رامیان)
الهادی، روستایی است از توابع بخش مرکزی شهرستان رامیان در استان@rostaye_Alhadi گلستان ایران.

## جمعیت
این روستا در دهستان قلعه‌میران قرار دارد و براساس سرشماری مرکز آمار ایران در سال ۱۳۸۵، جمعیت آن ۷۴ نفر (۱۷خانوار) بوده‌است.

## اطلاعاتی در مورد مردم روستا
مردم الهادی دارای طایفه‌های مختلفی می‌باشد  که در سال‌های گذشته در این روستا در کنار هم زندگی می‌کردند که اغلب کار آن‌ها دامداری و کشاورزی بوده‌است. که جمعیت آن به بیش از 50 خانوار میرسید و از حدود 40تا 50 سال پیش تمدن گرایی و شهر نشینی اکثر مردم این روستا را وادار کرد تا شروع به کوچ کردن و اقامت به شهرهای مجاور و مختلف استان از جمله رامیان ؛ آزادشهر ؛ گنبد کند.وتا سال 85 جمعیت این روستا به 17 خانوار رسید.
از جمله مراکز دیدنی این روستا می‌توان به  
جنگل(دارای پوشش گیاهی مختلف)
آبشار؛ وچشمه‌های آب سرد و معدنی از جمله( توسکا چشمه؛ چشمه عزیز ؛ چشمه قاسم)و ...
که در اطراف روستا قرار دارد اشاره کرد.